# Euphorbia roemeriana
Euphorbia roemeriana är en törelväxtart som beskrevs av Scheele. Euphorbia roemeriana ingår i släktet törlar, och familjen törelväxter.
Artens utbredningsområde är Texas. Inga underarter finns listade i Catalogue of Life.